# جورامياوات
الجورامياوات (الاسم العلمي: Osphroneminae) هي أسرة من الأسماك تتبع الفصيلة الجورامية من رتبة الفرخيات.

## أجناسها
يتبع هذه الأسرة جنس وحيد هو:
- الجورامي